# ヴェルサイユ勅令
ヴェルサイユ勅令（ヴェルサイユちょくれい、フランス語: Édit de Versailles）は、1787年11月7日にフランス王ルイ16世が発布した勅令。

## 内容
カトリック信徒でない者にも公民としての権利を与え、カトリックに改宗しなくても結婚できるようにした。
この勅令の成立には、ジャック・テュルゴーやベンジャミン・フランクリンなど当時の自由主義著述家によるところが大きい。

## 歴史
1598年のアンリ4世によるナントの勅令はユグノーに信仰の自由を与えたが、1685年のフォンテーヌブローの勅令で廃止され、プロテスタントは迫害された。
ルイ15世時代は迫害の手が緩められたが、フォンテーヌブローの勅令自体は有効のままであった。
ヴェルサイユ勅令ではカトリックはフランスの国教のままだが、ルター派、カルヴァン派、ユダヤ教への迫害は公式に終わった。
信仰の自由はこの勅令では保障されず、1789年の人間と市民の権利の宣言まで待たなければならなかったが、それでもこの勅令は宗教での迫害を停止し、信仰の自由への第一歩となった。